# Parafia św. Elżbiety Węgierskiej w Nysie
Parafia św. Elżbiety Węgierskiej w Nysie – rzymskokatolicka parafia położona w metropolii katowickiej, diecezji opolskiej, w dekanacie nyskim.

## Zasięg parafii
Do parafii należą wierni z północno-wschodniej część Nysy, mieszkający przy ulicach: Andersa, Bramy Grodkowskiej (od toru kolejowego), Grodkowskiej (oprócz numerów 1-3), Franciszkańskiej, Kaczkowskiego, Kołłątaja, Komorowskiego, Kordeckiego, Łąkowej, Łokietka, Maczka, Okulickiego, Oświęcimskiej, Osiedle Podzamcze sektory A B i C, Aleje Wojska Polskiego, Rochus, Sosnkowskiego, Rydza Śmigłego, Szkolnej oraz wierni z miejscowości: Regulice i Sękowice.

## Historia parafii
Obszar dzisiejszej parafii św. Elżbiety wchodził od czasów średniowiecza w skład parafii św. Jakuba. Wraz z rozwojem ludnościowym miasta wrocławska kuria biskupia zdecydowała się na wydzielenie z jej terytorium nowej parafii, na której siedzibę wybrano kościół franciszkanów w Nysie, którym powierzono pieczę nad nową jednostką kościelną. Jej granice wyznaczać miały dzisiejsze ulice: Słowiańska, Aleja Wojska Polskiego i ul. Grodkowska. Uroczyście erygowano ją 4 lutego 1925 r. jako kurację dla ludności cywilnej dekretem kardynała Adolfa Bertrama.
Po 1945 r. kuracja znalazła się w granicach państwa polskiego. W 1950 r. przyłączono do niej wiernych z sąsiednich wiosek: Regulice i Sękowice. W 1951 r. kuracja uzyskała całkowita niezależność, stając się zgodnie z przepisami prawa kanonicznego oficjalnie parafią.

## Proboszczowie
| L.p. | Lata rządów                                 | Imię i nazwisko                  |
| ---- | ------------------------------------------- | -------------------------------- |
| 1    | 4 lutego 1925 – 24 października 1930        |                                  |
| 2    | 24 października 1930 – 12 października 1946 | Eberhard Jakob, OFM              |
| 3    | 12 października 1946 – 3 czerwca 1950       | Robert Damascen Janosz, OFM      |
| 4    | 3 czerwca 1950 – 1967                       | Jacek Ternka, OFM                |
| 5    | 1967 – 15 września 1970                     | Klemens Piechota, OFM            |
| 6    | 10 maja 1971 – 10 września 1988             | Hilary Mamorski, OFM             |
| 7    | 10 września 1988 – 1 października 1990      | Patryk Krotowicz, OFM            |
| 8    | 1 października 1990 – 9 sierpnia 1994       | Zenon Kijaczko, OFM              |
| 9    | 14 września 1994 – 2003                     | Nikodem Alfred Suchanek, OFM     |
| 10   | 2003–2012                                   | Faustyn Marek Zatoka, OFM        |
| 11   | 2012–2016                                   | Jonasz Marian Pyka OFM           |
| 12   | 2016–                                       | Mateusz Tomasz Fleiszerowicz OFM |

## Kościół
Cały kompleks klasztoru wraz z kościołem zakonnym Franciszkanów powstał na początku XX wieku, w latach 1902–1911, w stylu neoromańskim.
Poza tym na terenie parafii istnieją jeszcze dwa kościoły filialne oraz kaplica:
- kaplica św. Rocha – zabytkowa,
- kościół pw. Wniebowzięcia NMP – kościół filialny, położony w Sękowicach, pochodzi z XIX wieku,
- kościół pw. św. Franciszka z Asyżu – kościół filialny w Regulicach, zbudowany w 1992 r. ku czci św. Franciszka z Asyżu wraz z przylegającą kapliczką ku czci św. Jakuba Starszego, Apostoła.